# Isabel Pallarès i Roqué
Isabel Pallarès i Roqué (Almacelles, Segrià, 1964 - Barcelona, Barcelonès, 24 de juny de 2021) va ser una docent i sindicalista catalana, i la primera dona a servir de secretària general d'una organització sindical de classe a Catalunya, càrrec que va ocupar durant quinze anys (1998-2013).

## Biografia
Va ser professora d'educació secundària i membre de l’equip directiu de l’Institut Rovira-Forns de Santa Perpètua de Mogoda. Va començar la seva activitat sindical a la Intersindical-CSC en la dècada de 1990. Entre 1998 i 2013 va ser secretària general del sindicat independentista, essent la primera dona a Catalunya que liderava una organització sindical de classe. Pallarès va ser escollida secretària confederal, i el 1998 va passar a ser secretària general en substitució de l'històric Miquel Porter i Moix. Després de quinze anys al capdavant de l'organització, la va succeir en el càrrec Carles Sastre i Benlliure, que durant el seu mandat l'havia acompanyada com a secretari d'Acció Sindical. Posteriorment, el sindicat ha estat liderat per Sergi Perelló i Miró.
Els anys de Pallarès al capdavant de la Intersindical-CSC expliquen l'evolució i el posicionament posterior de la central, que va experimentar un fort creixement. Va aconseguir que es passés d'un model de sindicats autònoms federats a una organització de tipus més confederal i unitari i que les reivindicacions socials i nacionals es fessin més explícites i contundents. Pallarès encara estava activa als òrgans del sindicat: formava part del seu secretariat nacional. En l'esfera internacional, durant el seu mandat la Intersindical-CSC va consolidar la relació amb el sindicat Solidaritat dels Treballadors Bascos (ELA) i la Confederació Intersindical Gallega (CIG) i va obrir relacions intenses amb el sindicat basc Comissions d'Obrers Patriotes (LAB), que la van dur a crear la Plataforma de Sindicats de Nacions Sense Estat.
Va morir el juny del 2021 a causa d'una llarga malaltia; va deixar marit i dos fills.
El Govern de la Generalitat li va concedir, el 4 d'abril de 2023, la Medalla al treball president Macià 2022, a títol pòstum, en reconeixement del fet de «ser la primera dona escollida per dirigir una organització sindical de classe a Catalunya». Van recollir la medalla els seus fills al Palau de la Generalitat, el 28 d'abril, de mans del president de la Generalitat, Pere Aragonès i del conseller d'Empresa i Treball, Roger Torrent.